# 168221 Donjennings
168221 Donjennings è un asteroide della fascia principale. Scoperto nel 2006, presenta un'orbita caratterizzata da un semiasse maggiore pari a 2,7701664 au e da un'eccentricità di 0,1888889, inclinata di 3,63716° rispetto all'eclittica.